# Come piace a me
Come piace a me è il terzo album dei Gemelli DiVersi, prodotto nel 2001.

## Tracce
1. Come piace a me
2. Musica
3. Neh neh neh
4. Chi sei adesso
5. Stanotte rimani qui
6. L'aria per me
7. Un attimo ancora